# Деньо, Мишель
Мишель Деньо (фр. Michel Daignault; род. 25 июня 1966 года в Монреале, провинция Квебек) — канадский конькобежец, специализирующаяся в шорт-треке. Участвовал в Зимних Олимпийских играх 1988 года и в Альбервилле 1992 года. 4-х кратный чемпион мира, в том числе двукратный абсолютный в Монреале 1987 и Солихалле 1989 годов.

## Биография
Мишель Деньо выступал в национальной сборной Канады с 17 лет. Позже к нему подтянулся и младший брат Лоран Деньо. На чемпионате мира в Питерборо Мишель взял несколько медалей, в том числе золото в эстафете и бронзу в общем зачёте. За два следующих года он выиграл ещё несколько личных медалей и в командной эстафете. А в 1987 году пришёл его звёздный час, он стал первым в общем зачёте, поделив первое место с японцем Тосинобу Каваи, и установил мировой рекорд на дистанции 3000 метров с результатом 5.11, 99. На Олимпийских играх в Калгари шорт-трек был представлен демонстрационным видом спорта, за подиумы медали не вручались, но Мишель смог занять второе место на 1000 метров и 3 место в эстафете. На очередном мировом первенстве в Солихалле Деньо стал второй раз абсолютным чемпионом мира, одержал победу на дистанции 1500 метров, в финале на 3000 метров, а также в эстафете.
Ну а в 1992 году стал и серебряным призёром в эстафете на Олимпийских играх в Альбервилле и ещё установил мировой рекорд на 1500 метров — 2,25,25, хотя не попал в тройку призёров. Он ушёл из спорта в 1993 году. Получил должность казначея Канадского совета по конькобежному спорту с 2005 года.